# ГЕС Шапін
ГЕС Шапінг (沙坪二级水电站) — гідроелектростанція у центральній частині Китаю в провінції Сичуань. Знаходячись між ГЕС Zhěntoubà (вище по течії) та ГЕС Gōngzuǐ, входить до складу каскаду на річці Дадухе, правій притоці Міньцзян (великий лівий доплив Янцзи).
В межах проекту річку перекрили бетонною греблею висотою 63 метра, яка утримує водосховище з об'ємом 20,8 млн м3 та нормальним рівнем поверхні на позначці 554 метра НРМ.
Пригреблевий машинний зал обладнали шістьома бульбовими  турбінами потужністю по 58 МВт, котрі використовують напір у 14,3 метра та забезпечують виробництво 1610 млн кВт-год електроенергії на рік.